# Jeanne Lamon
Jeanne Lamon (* 14. August 1949 in New York City; † 20. Juni 2021 in Victoria) war eine kanadische Violinistin und Dirigentin US-amerikanischer Herkunft.

## Leben
Jeanne Lamon begann mit dem Violinunterricht im Alter von sieben Jahren. Später wechselte sie zur Brandeis University in Boston, wo sie bei Robert Koff (1919–2005) studierte, danach setzte sie ihr Studium bei Herman Krebbers in den Niederlanden fort. 1972 und 1973 studierte sie Barockvioline und Orchesterleitung bei Sigiswald Kuijken. In den folgenden Jahren spielte sie in namhaften europäischen und amerikanischen Barockensembles als Kammermusikerin oder Konzertmeisterin.
Ab 1978 hatte sie einen Lehrauftrag in der Abteilung für Frühe Musik am Smith College in Massachusetts. 1981 erhielt sie eine Einladung nach Kanada, um mit dem 1979 gegründeten Tafelmusik Baroque Orchestra zu arbeiten, anschließend bot man ihr die Leitung des Orchesters an. Sie verlegte ihren Wohnsitz nach Toronto und erhielt 1988 die kanadische Staatsbürgerschaft.
Unter ihrer Leitung erreichte das Tafelmusik Baroque Orchestra einen international anerkannten Status und gehört heute zu den besten Ensembles seiner Art.
Sie unterrichtete an der Faculty of Music der University of Toronto sowie am Royal Conservatory of Music in Toronto. Für ihre Verdienste um die Historische Aufführungspraxis in der Barockmusik erhielt Lamon zahlreiche internationale Auszeichnungen, so 1974 den Erwin Bodky Award für Alte Musik.
Für ihre Verdienste erhielt sie 2014 die Auszeichnung Order of Ontario.
Von Juni 2014 bis zu ihrem Tod war sie Music Director Emerita von Tafelmusik.

## Einzelbelege
1. ↑  Süddeutsche Zeitung vom 21. Juni 2021: Nachruf: Das Werk stand im Mittelpunkt, abgerufen am 21. Juni 2021

| Personendaten    | Personendaten                                             |
| ---------------- | --------------------------------------------------------- |
| NAME             | Lamon, Jeanne                                             |
| ALTERNATIVNAMEN  | Lamon, Jean                                               |
| KURZBESCHREIBUNG | kanadische Violinistin der historischen Aufführungspraxis |
| GEBURTSDATUM     | 14. August 1949                                           |
| GEBURTSORT       | New York City                                             |
| STERBEDATUM      | 20. Juni 2021                                             |
| STERBEORT        | Victoria                                                  |